# Linnaemya concavicornis
Linnaemya concavicornis är en tvåvingeart som först beskrevs av Macquart 1851.  Linnaemya concavicornis ingår i släktet Linnaemya och familjen parasitflugor. Inga underarter finns listade i Catalogue of Life.